# Prótese (metaplasmo)
Prótese é um dos metaplasmos por adição de fonemas a que as palavras podem estar sujeitas à medida que uma língua evolui. Neste caso, um ou mais fonemas são adicionados ao início da palavra.
Um tipo especial de prótese é a aglutinação, que ocorre quando um artigo é incorporado ao vocábulo.